# Magude (distrito)
O distrito de Magude está situado na parte norte da província de Maputo, em Moçambique. A sua sede é a vila de Magude.
Tem limites geográficos, a norte com o distrito de Massingir da província de Gaza, a leste com os distrito de Chókwè e Bilene Macia também da província de Gaza, a sudeste com o distrito de Manhiça, a sul com o distrito de Moamba e a oeste é limitado por uma linha de fronteira artificial com a província sul-africana de Mpumalanga.
O distrito de Magude tem uma superfície de 6 960  km² e uma população recenseada em 2007 de 54 252 habitantes, tendo como resultado uma densidade populacional de 7,8 habitantes/km² e correspondendo a um aumento de 26,8% em relação aos 42 788 habitantes registados no censo de 1997.

## História
Na década de 1960, a então Circunscrição de Magude foi transferida do Distrito de Gaza para o Distrito de Lourenço Marques, tornando-se nessa altura o Concelho de Magude. Aquando da independência nacional, os concelhos foram transformados em distritos.

## Divisão Administrativa
O distrito está dividido em cinco postos administrativos: Magude, Mahele, Mapulanguene, Motaze e Panjane), compostos pelas seguintes localidades:
- Posto Administrativo de Magude:
  - Magude -Sede
  - Chichuco
  - Inhongane
  - Macubulane
  - Maguiguana
  - Matchabe
  - Moine
  - Mulelemane
- Posto Administrativo de Mahele:
  - Mahele -Sede
  - Chicutso
- Posto Administrativo de Mapulanguene:
  - Mapulanguene -Sede
  - Mangondzo
  - Matsandzane
- Posto Administrativo de Motaze:
  - Motaze -Sede
  - Marrule
  - Nwambjwana
- Posto Administrativo de Panjane:
  - Panjane -Sede
  - Chivonguene